# Матч всех звёзд НХЛ 2009
57-й матч всех звёзд Национальной хоккейной лиги прошёл в канадском городе Монреаль в ночь с 24 на 25 января 2009 года на домашней арене клуба «Монреаль Канадиенс» — Bell Centre, вмещающей 21 273 зрителя, в год столетия самой титулованной команды лиги и стал тринадцатым в истории, который проводится на арене «Монреаля». Решение было принято на собрании управляющих клубами НХЛ 23 января 2007 года во время проведения предыдущего матча всех звёзд НХЛ.

## События, предшествовавшие матчу
Последний раз Матч всех звезд проходил в Канаде в 2000 году, в Торонто. А в Монреале это шоу проводилось в 1993 году.
Праздник едва не омрачился скандалом: 17 ноября НХЛ заявила о начале расследования относительно предварительных итогов голосования по выбору игроков на матч. Голосование проводилось на официальном сайте НХЛ, а стартовую пятерку команды Восточной конференции составили исключительно игроки «Монреаль Канадиенс». Форварды Саку Койву, Алексей Ковалёв и Алекс Тангэй опередили оппонентов из «Вашингтона» Александра Семина и Александра Овечкина более чем на 100 тысяч голосов. Защитники Андрей Марков и Майк Комисарек набрали на 130 тысяч голосов больше, чем Здено Хара из «Бостона» и Майк Грин из «Вашингтона», а голкипер «Монреаля» Кэри Прайс оторвался от Хенрика Лундквиста из «Нью-Йорк Рейнджерс» на 137 тысяч голосов. По правилам голосования, любой болельщик может голосовать неограниченное число раз, однако есть подозрение, что применялись автоматические программы, что запрещено, и результаты могут быть аннулированы.
21 декабря, за 13 дней до завершения голосования юный капитан «Пингвинз» Сидни Кросби превзошёл рекорд Яромира Ягра 2000 года по количеству голосов болельщиков (1 020 736), отданных при выборе игрока на Матч всех Звезд.
3 января стали известны стартовые пятерки «матча», которые определены голосованием болельщиков. В число 12 хоккеистов, которые начнут встречу, попали представители лишь четырёх команд: «Монреаля», «Питтсбурга», «Чикаго» и «Анахайма». 
 От Западной конференции игру начнут форварды Патрик Кейн («Чикаго», 917 551 голосов), Джонатан Тэйвс («Чикаго», 809 599) и Райан Гетцлаф («Анахайм», 716 569). В обороне сыграют Брайан Кэмпбелл («Чикаго», 784 476) и Скотт Нидермайер («Анахайм», 637 316). Голкипером сборной будет Жан-Себастьян Жигер («Анахайм», 617 241).
 Стартовое звено форвардов от Восточной конференции выглядит так: Сидни Кросби («Питтсбург», 1 713 021) и Евгений Малкин («Питтсбург», 1 585 936), Алексей Ковалёв («Монреаль», 1 343 301). Оба защитника будут представлять «Канадиенс»: Андрей Марков (1 433 091) и Майк Комисарек (1 373 628). Место в воротах займет их одноклубник Кэри Прайс (1 515 885).
Лучший игрок НХЛ сезона 2007/08 Александр Овечкин, не избранный в стартовую пятерку сборной Восточной конференции, все-таки выступит в Монреале. Как и ожидалось, форвард «Вашингтона» и сборной России вошёл в число участников матча, которые определяются директоратом лиги. Получил приглашение приехать в Монреаль и партнер Овечкина по золотой команде Квебека-2008, форвард «Атланты» Илья Ковальчук.
Форвард «Баффало» Томас Ванек стал первым австрийцем, который сыграл в Матче всех звезд.
Защитник «Айлендерс» Марк Штрайт стал первым швейцарцем в истории, который принял участие в Матче всех звезд НХЛ.
Не смогли сыграть из-за травм: Сидни Кросби, Никлас Лидстрем и Павел Дацюк, последних двух лига дисквалифицировала на 1 матч за неприезд на звездный уикэнд. В связи с отказом Мариана Хоссы и Брайана Рафалски заменить своих одноклубников, сложилась парадоксальная ситуация, когда действующий обладатель Кубка Стенли и одна из сильнейших команд лиги последних десяти лет, не была представлена ни одним хоккеистом на матче всех звезд.
Капитанами сборных назначены: Восточной конференции — нападающий «Монреаля» Алексей Ковалёв, Западной — центрфорвард «Сан-Хосе» Джо Торнтон.

## Составы команд
| Западная конференция           | Восточная конференция         |
| Вратари                        |                               |
| *Жан-Себастьян Жигер (Анахайм) | *Кэри Прайс («Монреаль»)      |
| Никлас Бекстрём (Миннесота)    | Хенрик Лундквист (Рейнджерс)  |
| Роберто Люонго (Ванкувер)      | Тим Томас (Бостон)            |
| Защитники                      |                               |
| *Брайан Кэмпбелл (Чикаго)      | *Андрей Марков (Монреаль)     |
| *Скотт Нидермайер (Анахайм)    | *Майкл Комисарек (Монреаль)   |
| Шей Вебер (Нэшвилл)            | Здено Хара (Бостон)           |
| Шелдон Сурей (Эдмонтон)        | Джей Боумистер (Флорида)      |
| Стефан Робида (Даллас)         | Томаш Каберле (Торонто)       |
| Дэн Бойл (Сан-Хосе)            | Марк Штрайт (Айлендерс)       |
| Нападающие                     |                               |
| *Патрик Кейн (Чикаго)          | *Мартин Сан-Луи (Тампа Бэй)   |
| *Джонатан Тэйвз (Чикаго)       | *Евгений Малкин (Питтсбург)   |
| *Райан Гетцлаф (Анахайм)       | *Алексей Ковалёв (Монреаль)   |
| Патрик Марло (Сан-Хосе)        | Илья Ковальчук (Атланта)      |
| Кит Ткачук (Сент-Луис)         | Дэни Хитли (Оттава)           |
| Джо Торнтон (Сан-Хосе)         | Венсан Лекавалье (Тампа-Бэй)  |
| Дастин Браун (Лос-Анджелес)    | Джефф Картер (Филадельфия)    |
| Рик Нэш (Коламбус)             | Александр Овечкин (Вашингтон) |
| Джером Игинла (Калгари)        | Зак Паризе (Нью-Джерси)       |
| Милан Хейдук (Колорадо)        | Марк Савар (Бостон)           |
| Шейн Доан (Финикс)             | Эрик Стаал (Каролина)         |
| Майк Модано (Даллас)           | Томас Ванек (Баффало)         |
| Тренеры                        |                               |
| Майк Бэбкок (Детройт)          | Клод Жюльен (Оттава)          |
| Тодд Маклеллан (Сан-Хосе)      | Ги Карбонно(Монреаль)         |

*Игроки стартовых пятёрок

### Составы молодых звёзд
| #  | Амплуа     | Игрок           | Команда      |
| 1  | Вратарь    | Пекка Ринне     | Нэшвилл      |
| 2  | Защитник   | Дрю Даути       | Лос-Анджелес |
| 3  | Защитник   | Люк Шенн        | Торонто      |
| 4  | Нападающий | Крис Верстиг    | Чикаго       |
| 5  | Нападающий | Патрик Берглунд | Сент-Луис    |
| 6  | Нападающий | Блэйк Уилер     | Бостон       |
| 7  | Нападающий | Джеймс Нил      | Даллас       |
| 8  | Нападающий | Миккел Бедкер   | Финикс       |
| 9  | Нападающий | Михал Фролик    | Флорида      |
| 10 | Нападающий | Стивен Стэмкос  | Тампа-Бэй    |
|    |            |                 |              |
|    | Тренер     | Люк Робитайл    |              |

| #  | Амплуа     | Игрок            | Команда      |
| 1  | Вратарь    | Эрик Эрсберг     | Лос-Анджелес |
| 2  | Защитник   | Кристофер Летанг | Питтсбург    |
| 3  | Защитник   | Марк Стаал       | Рейнджерс    |
| 4  | Нападающий | Давид Перрон     | Сент-Луис    |
| 5  | Нападающий | Девин Сетогучи   | Сан-Хосе     |
| 6  | Нападающий | Брайан Литтл     | Атланта      |
| 7  | Нападающий | Дэйв Болланд     | Чикаго       |
| 8  | Нападающий | Эндрю Коглиано   | Эдмонтон     |
| 9  | Нападающий | Брендон Дубински | Рейнджерс    |
| 10 | Нападающий | Мэйсон Рэймонд   | Ванкувер     |
|    |            |                  |              |
|    | Тренер     | Пит Маховлич     |              |

## Конкурсы «Суперскиллз»
1. Конкурс на скорость бега
Участники: Зак Паризе, Джефф Картер, Брайан Кэмпбелл, Джей Баумистер, Мэйсон Рэймонд, Эндрю Коглиано.
Победитель: Эндрю Коглиано (14,31 секунды)
2. Штрафные броски на исполнение
Участники: Патрик Кейн , Мартен Сен-Луи, Райан Гецлаф, Алексей Ковалёв, Александр Овечкин, Стивен Стэмкос.
Победитель: Александр Овечкин.
3. Матч молодых звёзд
«Новички» — «Второгодники» — 9:5 (3:1, 4:3, 2:1)
Шайбы забросили:
- 1:0 — Берглунд (Уилер, Шенн)
- 1:1 — Болланд (Рэймонд)
- 2:1 — Уиллер (Нил)
- 3:1 — Стэмкос (Шенн, Бедкер)
- 4:1 — Уилер (Даути)
- 4:2 — М.Стаал (Коглиано)
- 4:3 — Рэймонд (Перрон, Болланд)
- 5:3 — Уилер (Бедкер, Стэмкос)
- 6:3 — Шенн (Берглунд)
- 6:4 — М.Стаал (Летанг)
- 7:4 — Стэмкос (Бедкер)
- 8:4 — Уилер (Бедкер, Нил)
- 8:5 — Сетогучи (Литтл)
- 9:5 — Даути (Нил)

Вратари: Ринне — Прайс
Самый ценный игрок: Блэйк Уилер
4. Конкурс на точность броска
Участники: Томаш Каберле, Джонатан Тэйвс, Илья Ковальчук, Джером Игинла, Дэни Хитли, Марк Савар, Майк Модано, Евгений Малкин.
Победитель: Евгений Малкин (4 мишени за 4 броска).
5. Конкурс на силу броска
Участники: Здено Хара, Шелдон Сурей, Венсан Лекавалье, Майк Комисарек, Марк Штрайт, Ши Вебер.
Победитель: Здено Хара (105,4 мили в час — 169,6 км/ч, новый рекорд).
6. Конкурс буллитов на выбывание
Победитель: Шейн Доун.

## Ход игры
Столь результативного Матча звезд не случалось с 2001 года, когда силами ещё мерились Северная Америка и остальной мир.
Первую шайбу сборная Востока пропустила уже во второй смене, когда на льду была ударная тройка Овечкин — Савар — Хитли, но эта же тройка усилиями Овечкина реабилитировалась и сборная Запада до начала третьего периода постоянно отыгрывалась.
Первый и второй периоды были абсолютной демонстрацией мастерства хоккеистов. Шайбы забивались на любой вкус: и разыгрывая динамичные комбинации, и с использованием индивидуального мастерства.
А в третьем периоде команды, что называется «завелись». Никто не хотел проигрывать, тем более счёт был равный, но отыгрывались уже хоккеисты Востока.
Ни в основное, ни в дополнительное время победитель выявлен не был, хотя численным преимуществом владела сборная Запада, что на матчах подобного формата бывает крайне редко.
В серии буллитов Забивали только игроки сборной Востока: Ковалёв и Овечкин.

### Статистика
Восток — Запад: 12:11 (4:2, 4:6, 3:3, 0:0, 1:0)
- 0:1 Ткачук — 1 (Нэш, Хейдук), 1:16
- 1:1 Овечкин — 1 (Савар), 6:26
- 2:1 Стаал — 1 (Боумистер, Ковалёв), 9:30
- 3:1 Ковалёв — 1 (Каберле), 16:34
- 4:1 Марков — 1 (Овечкин, Савар), 19:23
- 4:2 Марло — 1 (Торнтон, Нидермайер), 19:48
- 5:2 Сан-Луи — 1 (Каберле), 21:21
- 6:2 Паризе — 1 (Сан-Луи, Штрайт), 22:11
- 6:3 Сурей — 1 (Хейдук), 23:29
- 6:4 Бойл — 1 (Доун, Кэмпбелл), 25:14
- 7:4 Малкин — 1, 27:45
- 7:5 Нэш — 1, 28:27
- 7:6 Хейдук — 1 (Бойл, Нэш), 29:02
- 7:7 Сурей — 2 (Торнтон, Марло), 30:34
- 8:7 Ковалёв — 2, 33:35
- 8:8 Игинла — 1 (Торнтон, Марло), 36:46
- 8:9 Доун — 1 (Модано, Браун), 40:32
- 9:9 Хитли — 1 (Савар), 42:17
- 9:10 Тэйвз — 1 (Кейн, Сурей), 42:32
- 10:10 Сан-Луи — 2 (Штрайт, Боумистер), 53:19
- 10:11 Кейн — 1 (Гецлаф), 55:19
- 11:11 Боумистер — 1 (Овечкин), 56:21

Победный буллит — Ковалёв
Удаления: Комисарек 62:22 (задержка клюшкой).
Вратари:
- Восток: Прайс 9/11, Лундквист 15/21, Томас 19/22
- Запад: Жигер 7/11, Бекстрем 17/21, Люонго 13/16

Броски: 48:54.